# 列西 (北部省)
列西（法語：Liessies，法語發音：[ljɛsi]）是法国上法蘭西大區北部省的一个市镇，属于埃尔普河畔阿韦讷区。

## 地理
列西（50°7'4"N, 4°4'55"E）面积17.6 平方千米，位于法国上法蘭西大區北部省，该省份为法国最北部的省份及最长的省份，西北濒北海，西接加来海峡省，南至埃纳省和索姆省，东与比利时接壤。
与列西接壤的市镇（或旧市镇、城区）包括：费勒里、特雷隆、维利、拉穆西、桑迪诺尔。

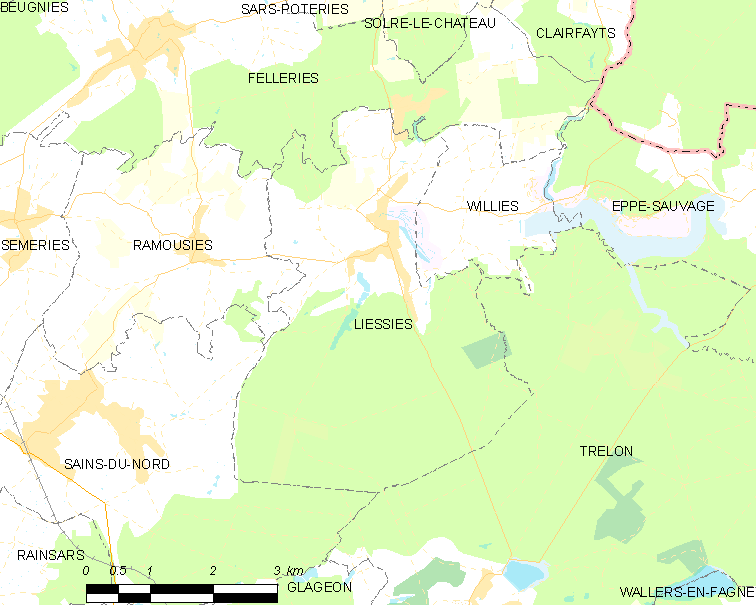
的OSM定位图

列西的时区为UTC+01:00、UTC+02:00（夏令时）。

## 行政
列西的邮政编码为59740，INSEE市镇编码为59347。

## 政治
列西所属的省级选区为富尔米县。

## 人口

1962-2008年间人口变化图示

列西于2022年1月1日时的人口数量为529人。